# 貝茲索基爾內
51°4′13″N 34°21′7″E / 51.07028°N 34.35194°E
貝茲索基爾內（烏克蘭語：Безсокирне）是位於烏克蘭東北部的村莊，由蘇梅州蘇梅區的里奇基市鎮負責管轄。該村處於維爾河左岸，距離扎里奇內、杜德琴基和什塔尼夫卡1.5公里，海拔高度140米，2001年人口57。